# UFC Fight Night: Shogun vs. Henderson 2
UFC Fight Night: Shogun vs. Henderson 2（ユーエフシー・ファイトナイト：ショーグン・バーサス・ヘンダーソン・ツー、別名UFC Fight Night 38）は、アメリカ合衆国の総合格闘技団体「UFC」の大会の一つ。2014年3月23日、ブラジル・リオグランデ・ド・ノルテ州ナタールのジナーシオ・ネリオ・ディアズで開催された。

## 大会概要
本大会ではマウリシオ・ショーグンとダン・ヘンダーソンによるライトヘビー級ワンマッチが組まれた。
キャリア7戦全勝のノード・ラハトがUFCデビュー。

### カード変更
負傷などによるカードの変更は以下の通り。
- グレイゾン・チバウ → ミチェル・プラゼレス（第7試合）

- ディエゴ・ブランダオン vs. ウィル・チョープ → チョープの不祥事により中止

## 試合結果

### アーリープレリム
第1試合 フェザー級ワンマッチ 5分3R
○  ゴドフレド・ペペイ vs.  ノード・ラハト ×
1R 2:39 KO（跳び膝蹴り）

### プレリミナリーカード
第2試合 ライトヘビー級ワンマッチ 5分3R
○  ハンス・ストリンガー vs.  フランシマール・バローソ ×
3R終了 判定2-1（29-28、28-29、29-28）
第3試合 ウェルター級ワンマッチ 5分3R
○  ケニー・ロバートソン vs.  チアゴ・ペルペチュオ ×
1R 1:45 リアネイキドチョーク
第4試合 フライ級ワンマッチ 5分3R
○  ジュシー・フォルミーガ vs.  スコット・ヨルゲンセン ×
1R 3:07 リアネイキドチョーク
第5試合 86.2kg契約ワンマッチ 5分3R
○  チアゴ・サントス vs.  ホニー・マルケス ×
1R 0:53 TKO（左ミドルキック→パウンド）
※マルケスの体重超過によりミドル級から変更。

### メインカード
第6試合 フェザー級ワンマッチ 5分3R
○  ホニー・ジェイソン vs.  スティーブン・サイラー ×
1R 1:17 TKO（左フック→パウンド）
第7試合 ライト級ワンマッチ 5分3R
○  ミチェル・プラゼレス vs.  マイルベク・タイスモフ ×
3R終了 判定3-0（30-25、30-25、30-25）
第8試合 ライトヘビー級ワンマッチ 5分3R
○  ファビオ・マルドナド vs.  ジャン・ヴィランテ ×
3R終了 判定3-0（29-27、29-28、29-28）
第9試合 ライト級ワンマッチ 5分3R
△  レオナルド・サントス vs.  ノーマン・パーク △
3R終了 判定1-0（29-27、28-28、28-28）
第10試合 ミドル級ワンマッチ 5分3R
○  CB・ダラウェイ vs.  セザール・フェレイラ ×
1R 0:39 KO（右フック→パウンド）
第11試合 ライトヘビー級ワンマッチ 5分5R
○  ダン・ヘンダーソン vs.  マウリシオ・ショーグン ×
3R 1:31 TKO（右フック→パウンド）

### 各賞
ファイト・オブ・ザ・ナイト： ダン・ヘンダーソン vs. マウリシオ・ショーグン
パフォーマンス・オブ・ザ・ナイト： ダン・ヘンダーソン、ゴドフレド・ペペイ
各選手にはボーナスとして5万ドルが支給された。